# Michelle Williams (zwemster)
Michelle Williams (Pretoria, 2 januari 1991) is een in Zuid-Afrika geboren Canadese zwemster. Ze vertegenwoordigde Canada op de Olympische Zomerspelen 2016 in Rio de Janeiro.

## Carrière
Bij haar internationale debuut, op de Gemenebestspelen 2014 in Glasgow, werd Williams uitgeschakeld in de halve finales van zowel de 50 meter vrije slag als de 50 meter vlinderslag. Op de 4x100 meter vrije slag veroverde ze samen met Victoria Poon, Sandrine Mainville en Alyson Ackman de bronzen medaille. Samen met Sinead Russell, Kierra Smith en Audrey Lacroix zwom ze in de series van de 4x100 meter wisselslag, in de finale legde Russell samen met Tera Van Beilen, Katerine Savard en Sandrine Mainville beslag op de bronzen medaille. Voor haar inspanningen in de series werd Williams beloond met de bronzen medaille. Tijdens de Pan-Pacifische kampioenschappen zwemmen 2014 in Gold Coast eindigde de Canadese als achtste op de 50 meter vrije slag, op de 100 meter vrije slag strandde ze in de series. Op de 4x100 meter vrije slag eindigde ze samen met Chantal van Landeghem, Victoria Poon en Alyson Ackman op de vierde plaats.
Op de Pan-Amerikaanse Spelen 2015 in Toronto eindigde Williams als vierde op de 100 meter vrije slag en als zesde op de 50 meter vrije slag. Samen met Sandrine Mainville, Katerine Savard en Chantal van Landeghem sleepte ze de gouden medaille in de wacht op de 4x100 meter vrije slag. In Kazan nam de Canadese deel aan de wereldkampioenschappen zwemmen 2015. Op dit toernooi werd ze uitgeschakeld in de halve finales van de 50 meter vrije slag en in de series van de 100 meter vrije slag, op de 4x100 meter vrije slag eindigde ze samen met Sandrine Mainville, Katerine Savard en Chantal van Landeghem op de vijfde plaats.
Tijdens de Olympische Zomerspelen van 2016 in Rio de Janeiro strandde Williams in de series van de 50 meter vrije slag. Samen met Sandrine Mainville, Chantal van Landeghem en Taylor Ruck zwom ze in de series van de 4x100 meter vrije slag, in de finale veroverden Mainville, Van Landeghem en Ruck samen met Penelope Oleksiak de bronzen medaille. Voor haar aandeel in de series ontving Williams eveneens de bronzen medaille.

## Internationale toernooien
| Jaar | Olympische Spelen                                                      | WK langebaan                                                | WK kortebaan  | PanPacs                                                    | Gemenebestspelen                                                                                                | Pan-Ams                                                    |
| ---- | ---------------------------------------------------------------------- | ----------------------------------------------------------- | ------------- | ---------------------------------------------------------- | --- | ---------------------------------------------------------- |
| 2014 |                                                                        |                                                             | geen deelname | 8e 50m vrije slag 26e 100m vrije slag 4e 4x100m vrije slag | 9e 50m vrije slag · 13e 50m vlinderslag · 4x100m vrije slag · 4x100m wisselslag · Williams zwom enkel de series |                                                            |
| 2015 |                                                                        | 12e 50m vrije slag 20e 100m vrije slag 5e 4x100m vrije slag |               |                                                            | | 6e 50m vrije slag · 4e 100m vrije slag · 4x100m vrije slag |
| 2016 | 18e 50m vrije slag · 4x100m vrije slag · Williams zwom enkel de series |                                                             | 6-11 december |                                                            | |                                                            |

## Persoonlijke records
Bijgewerkt tot en met 5 april 2016
Kortebaan
| Afstand         | Tijd  | Datum            | Plaats   |
| --------------- | ----- | ---------------- | -------- |
| 50m vrije slag  | 24,61 | 13 december 2015 | Montreal |
| 100m vrije slag | 53,45 | 12 december 2015 | Montreal |

Langebaan
| Afstand         | Tijd  | Datum        | Plaats  |
| --------------- | ----- | ------------ | ------- |
| 50m vrije slag  | 24,82 | 5 april 2016 | Toronto |
| 100m vrije slag | 54,21 | 2 april 2015 | Toronto |